# Татау
Татау (англ. Tatau Island) — населённый остров в Папуа — Новой Гвинее. Является центральным в архипелаге Табар в Тихом океане. Расположен к северу от Новой Ирландии в группе островов Бисмарка. Административно входит в состав провинции Новая Ирландия региона Айлендс.

## География
Вместе с островами Табар, Симбери, Мабуа, Маруиу входит в архипелаг Табар.
Достаточно большой, Татау, площадью более 100 км², отделён от близлежащего острова, расположенному к югу от него, Табара, узким проливом, ширина которого составляет чуть более 100 м. Поверхность покрыта густой растительностью. Остров имеет вулканическое происхождение. Высшая точка острова — 402 метра над уровнем моря.
На острове ведутся геолого-разведочные работы, которые дали положительные результаты на наличие золотосодержащих пород.